# Bøffelkobbel
Bøffelkobbel er en lille skov vest for Sønderborg tæt på Stenderup; den er i dag krigsmindesmærke for en episode under 2. Slesvigske Krig i 1864.
Bøffelkobbel lå før Kampene ved Dybbøl i en form for ingenmandsland og husede flere gange de danske forposter under belejringen.
Ved en fægtning 22. februar 1864 mellem danske forposter og en preussisk patrulje døde dragon Jens Christensen fra Stevns og infanterist Hans Hansen fra Næstved ved Jørgen og Kathrine Finks husmandssted i Bøffelkobbel. De begravede de to soldater i deres forhave. Jørgen Fink var veteran fra Treårskrigen 1848-50, hvor han blev hårdt såret. Ægteparret Fink passede gravstedet omhyggeligt til deres død i 1905. Deres ugifte datter Maria født i 1858 passede gravstedet indtil sin død i 1944.
De danske Vaabenbrødre afslørede den 21. maj 1941 en mindetavle for Jørgen og Kathrine Fink, der i 1864 begravede de to danske soldater i deres have. Mindepladen blev skænket af den kendte stenhuggermester Peter Schannong. Graven gav anledning til Holger Drachmanns digt De vog dem, vi grov dem med motivet om de sønderjyske piger.
Dragon Jens Christensen blev ifølge en samtidig beretning ramt bagfra af preussiske skud i et forsøg på at signalere tilbagetog til løjtnant Helms' vagtenhed af 2det kompagni, hvor Hans Hansen er tjenstgørende. Enheden forstod signalet for sent til at kunne undslippe, da størrelsen af de preussiske styrker og deres hastighed undervurderedes voldsomt.
Den mangelfulde signalering er sandsynligvis den primære årsag til de to døde.
Bøffelkobbelhuset blev i 1980 købt af De samvirkende danske Forsvarsbroderselskaber og er i dag fredet. Hver 22. februar kl. 11:00 afholdes en lille mindehøjtidelighed ved huset.
| Citat                                          | De vog dem – vi grov dem en grav i vor have, lagde dem ved siden af den alfar vej, alle vore blomster skal smykke deres grave, sønderjyske piger, I forglemme det ej | Citat |
| Holger Drachmann 1877 efter et besøg på stedet | |       |

Ægteparret Johansen Fink samt datteren Maria er begravet på Nybøl Kirkegård.

## Eksterne kilder og henvisninger
- Bøffelkobbel (Webside ikke længere tilgængelig)
- Bøffelkobbelhuset ved Sønderborg. Arkiveret 21. januar 2005 hos  Wayback Machine
- Bøffelkobbelhuset Arkiveret 11. december 2010 hos  Wayback Machine
- Henrik Steffen Helms: "Livserindringer". Nordisk Forlag MDCCCCXII.

|  | Denne artikel om en bygning eller et bygningsværk kan blive bedre, hvis der indsættes et (bedre) billede. Du kan hjælpe ved at afsøge Wikimedia Commons for et passende billede eller lægge et op på Wikimedia Commons med en af de tilladte licenser og indsætte det i artiklen. |

54°54′46″N 9°42′14″Ø / 54.91278°N 9.70389°Ø